# 花作大根
花作大根（はなづくりだいこん）は、山形県長井市花作町の伝統野菜。ダイコンの一種である。

## 概要
江戸時代、米沢藩置賜地方で広く栽培されていた漬物用のダイコンである。聖護院大根に近い円筒形、徳利形をしており、根の長さ14センチメートルから15センチメートル、直径約8センチメートルと一般的なダイコンの3分の1ていどの大きさで、おしりがふっくらとして細い根が伸びていることから「ねずみ大根」とも呼ばれた。身が締まっていて固く、漬物にした際には他のダイコンより長期保存ができ、パリパリとした独特の食感があった。
言い伝えによれば、領内を巡視していた藩主が漬物を気に入って花作大根と命名したとされる。
1955年頃までは、保存食原料として広く作られていたが、冷蔵庫などの普及や保存技術の向上、食文化、流通の変化と栽培が難しく低収量ということが相まって、次第に栽培されなくなり、「幻の大根」とも呼ばれるくらいになった。
1980年に14戸の農家により「花作大根普及研究会」が設立され、保存されていた種子を使って地場産業振興を目指したが、販路拡大に伴う生産量が確保できなくなったことや生産コストの上昇などが重なって、研究会は数年で解散した。
2003年に横澤芳一を中心に「ねえてぶ花作大根」プロジェクトが立ち上がり、復活に向けて種の配布、栽培講習会の開催といった普及活動が行われた。その結果、2005年には味の箱船に日本で初めて登録された食品の1つとなった。
2010年時点の長井市内の生産農家は現在約30軒で、作付け面積は約15アール。

## 利用
苦味もあるため生食や煮物としては食べ難い。この苦味は漬物にすると無くなる。このように漬物の利用が主であるが、辛味を消すのに約2か月の塩漬けが必要となる。
そこで、4日から5日の漬け込みで完成する酢漬けが考案された。酢漬けの製作は花作大根生産農家の間にも広がり、「はないろだいこん」の商品名で販売するところもある。
辛味を活かして、蕎麦の薬味への利用も検討されている。